# Боґате
Боґате (пол. Bogate) — село в Польщі, у гміні Пшасниш Пшасниського повіту Мазовецького воєводства.
Населення — 561 особа (2011).
У 1975-1998 роках село належало до Остроленцького воєводства.

## Демографія
Демографічна структура станом на 31 березня 2011 року:
|          | Загалом | Допрацездатний вік | Працездатний вік | Постпрацездатний вік |
| -------- | ------- | ------------------ | ---------------- | -------------------- |
| Чоловіки | 263     | 53                 | 180              | 30                   |
| Жінки    | 298     | 57                 | 169              | 72                   |
| Разом    | 561     | 110                | 349              | 102                  |